# Irma Flaquer
Irma Flaquer Azurdia (sinh ra ở thành phố Guatemala, năm 1938), là một nhà tâm lý học người Guatemala và là phóng viên nổi tiếng với những lời phê bình nhọn của bà chống lại chính phủ Guatemala. Sinh ra trong một nhà sản xuất nhà hát Catalan, Fernando Flaquer, và mẹ ca sĩ opera người Guatemala, Olga Azurdia, cô đã trải qua thời thơ ấu của mình đi du lịch và sinh sống trên khắp Trung Mỹ và Nam Mỹ. Năm 1955, cô kết hôn với Fernando Valle Avizpe và sau đó ly hôn vào năm 1958. Cùng năm đó (1958), cô bắt đầu một cột trong tờ La Hora Guatemala, mang tên "Lo que otros callan". Sau này cô chuyển sang La Nación 1971-1980. Cô có hai con trai, Sergio Valle và Fernando Valle.
Năm 1970, cô bị một trái lựu đạn ném vào xe, chỉ bị thương tay. Vào ngày 16 tháng 10 năm 1980, Irma tham dự bữa tiệc sinh nhật lần thứ 4 của cháu trai mình. Nó cũng được cho là lời chia tay cuối cùng cho con trai bà Fernando, vợ ông, Mayra Rosales, và cháu trai của bà, Fernando, trước khi bà rời Nicaragua vào ngày hôm sau. Trong khi cô và Fernando lái xe về căn hộ của cô, họ bị chặn lại khỏi căn hộ của cô bằng hai chiếc xe xung quanh xe của họ. Fernando bị bắn vào đầu và Irma kêu lên một bác sĩ cho con trai mình. Cô bị tóm lấy và lấy đi. Cơ thể của cô đã không được phục hồi và người ta tin rằng cô đã bị hành quyết. Cô là người phụ nữ da trắng, trung lưu, trung cấp đầu tiên bị bắt cóc và có lẽ đã bị giết ở Guatemala trong thời gian đó. Con trai bà, Sergio, người đã được gửi đến sống tại một khu kibbutz ở Israel vào năm 1970 sau vụ việc lựu đạn, đã nhận được những cuộc điện thoại vô danh, đe dọa ở Israel sau khi mẹ ông mất tích trong hai năm, cho rằng cô đã phát điên và sống một tầng hầm.
Hiệp hội báo chí liên Mỹ đã điều tra vụ Irma Flaquer như là một phần của dự án chống đối, và vụ kiện đầu tiên mà IAPA mang đến Ủy ban Nhân quyền liên Mỹ, phán quyết rằng chính phủ Guatemala chịu trách nhiệm về sự biến mất của cô, ít nhất là không bảo vệ cô như một nhân vật công chúng.
Cuộc điều tra cũng dẫn đến một cuốn sách Disappeared, A Journalist Silenced bởi June Carolyn Erlick (Seal Press, 2004).